# ليودميلا إيفانوفا
ليودميلا إيفانوفا (بالروسية: Людмила Ивановна Иванова)‏ هي ممثلة روسية (وحملت سابقاً جنسية الاتحاد السوفيتي)، ولدت في 22 يونيو 1933 بموسكو في روسيا، وتوفيت بنفس المكان في 7 أكتوبر 2016. بدأت مشوارها المهني سنة 1951، ومن الجوائز التي نالتها وسام الصداقة الروسي ونيشان الشرف وفنان الشعب لجمهورية روسيا السوفيتية الاتحادية الاشتراكية ‏.

## جوائز
- وسام الصداقة الروسي
- نيشان الشرف
- فنان الشعب لجمهورية روسيا السوفيتية الاتحادية الاشتراكية [الإنجليزية]‏

## وصلات خارجية
- ليودميلا إيفانوفا على موقع IMDb (الإنجليزية)
- ليودميلا إيفانوفا على موقع ميوزك برينز (الإنجليزية)
- ليودميلا إيفانوفا على موقع قاعدة بيانات الفيلم (الإنجليزية)